# أنيتا ثالوج
أنيتا ثالوج (من مواليد 14 فبراير 1938) في باروم. هي ممثلة ومغنية نرويجية.